# Enlinia lobata
Enlinia lobata är en tvåvingeart som beskrevs av Robinson 1969. Enlinia lobata ingår i släktet Enlinia och familjen styltflugor.
Artens utbredningsområde är Hidalgo (Mexiko). Inga underarter finns listade i Catalogue of Life.